# Deutsches Theater Reval
Das Deutsche Theater Reval war ein deutschsprachiges Theater in Reval (heute Tallinn).

## Geschichte
Im ehemaligen Livland, Kurland und Estland mit seiner deutschsprachigen Oberschicht waren Riga und Reval die wichtigsten Zentren des deutschen Theaters. Im Revaler Stadtarchiv hat sich eine Sammlung von Suppliken deutscher Wandertruppen erhalten, die frühste von 1630. Das lag wohl daran, dass hier die Wanderbühnen weniger geduldet waren als z. B. in Dorpat, wo sich keine Suppliken erhalten haben.
Im Laufe des 18. Jahrhunderts bildeten sich in zahlreichen deutschsprachigen Städten stehende Bühnen. So bildete sich in Reval 1784 unter Leitung von August von Kotzebue das Revaler Liebhabertheater oder Dramatheater, das vor allem von Akademikern und Adligen getragen wurde. Das Engagement der Amateure ließ jedoch über die Jahre nach, so dass im Winter 1893/94 nur noch fünf, im darauffolgenden Winter noch vier Stücke gegeben wurden. Trotzdem wurde geplant, ein eigenes Schauspielhaus zu errichten, das nach Rigaer Vorbild auch für Klubs, Bälle und ähnliches genutzt werden sollte. Dieses Vorhaben wurde jedoch nicht ausgeführt, möglicherweise weil die Revaler Gesellschaft, im Gegensatz zur Rigaer, zu sehr ständisch differenziert war.
Das Modell einer Aktiengesellschaft in Verbindung mit einem Club lieferte schließlich doch den Rahmen, in dem ein Theater etabliert werden konnte. Ein erster Versuch 1794/95 schlug wegen der schauspielfreien Trauerzeit um Katharina II. fehl. Ab 1807 entwickelte sich ein Aktienunternehmen, das auch Bau eines Schauspielhauses betrieb. Dieses Schauspielhaus in der Breiten Straße wurde 1809 eingeweiht. In den folgenden Jahren brannte das Theater mehrmals, so dass man auf andere Säle – die Große Gilde, die Kanutigilde in der Langstraße und 1905–1910 im russischen Klub (heute Stadtbibliothek in der Estonia Allee) spielte.
Das Theaterprogramm der ersten Zeit war von einer Kotzebue-Begeisterung geprägt. Die meisten seiner Stücke wurde in Reval uraufgeführt. Das Repertoire war von leichter Muse einerseits und einem starken Interesse an der Deutschen Klassik andererseits geprägt. Im Jahr 1869 übernahm Eduard Berent die Leitung des Revaler Deutschen Theaters und blieb 27 Jahre in dieser Position.  In den 1880er Jahren inszenierte er einen ganzen Zyklus klassischer Stücke. Ein weiterer Schwerpunkt war die Oper. Für die russischsprachige Bevölkerung wurden Gastspiele aus Russland gegeben.

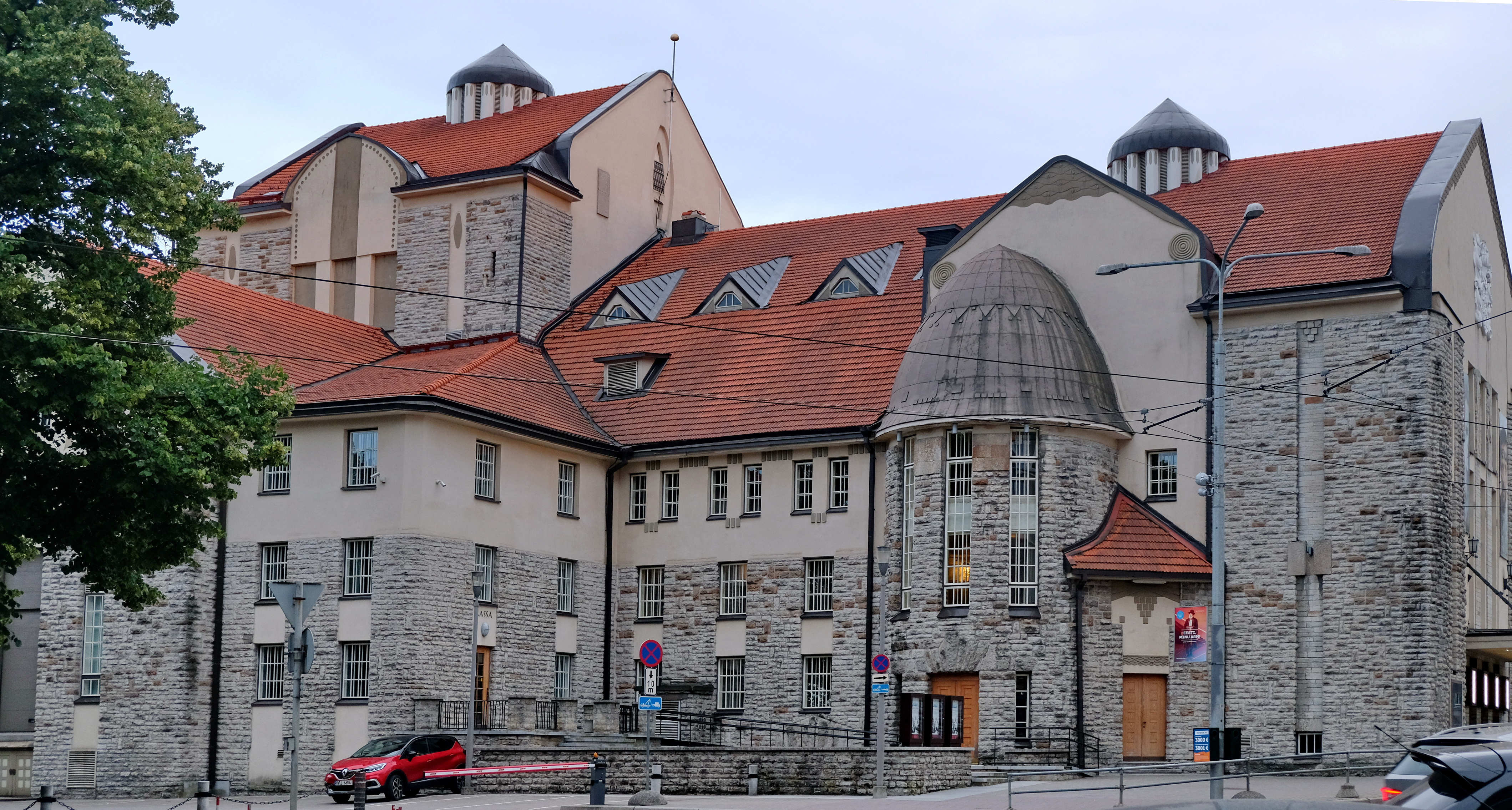
Estonian Drama Theatre/Deutsches Theater Reval

Die deutsche Theatergesellschaft beschloss, eine neue ständige Bühne zu erbauen. Die Eröffnung des neuen Theaterbaus, des heutigen Estnischen Dramatheaters, fand 1910 statt. Das Haus wechselte in Folge von Krieg, Besetzung und Revolution mehrmals die Besitzer, bis es 1920 der deutschen Theatergesellschaft zurückgegeben wurde. Jedoch hatte die deutsche Bevölkerung Revals ihre Schlüsselstellung verloren, und das Theater konnte die Bühne nicht mehr voll nutzen. Daher gab in den 1920er Jahren verstärkt das Deutsche Theater Riga Gastspiele in Reval. Mit dem Ensemble des estnischen Dramentheater wurde ein Mietvertrag geschlossen, in dem eine gewisse Zahl von Aufführungen vereinbart wurde.
Im Jahr 1939 wurde das Theater auf Anordnung der deutschen nationalsozialistischen Besatzungsmacht geschlossen und in das besetzte Polen verlegt.